# أدريانو بيريرا دا سيلفا
أدريانو بيريرا دا سيلفا (بالبرتغالية: Adriano Pereira da Silva‏) (مواليد 3 أبريل 1982 في سالفادور - البرازيل) لاعب كرة قدم برازيلي يلعب حاليا لصالح نادي الدرجة الأولى موناكو الفرنسي منذ 2007 في مركز قلب الدفاع .

## روابط خارجية
- أدريانو بيريرا دا سيلفا على موقع رابطة كرة القدم الفرنسية للمحترفين (الإنجليزية)
- أدريانو بيريرا دا سيلفا على موقع قاعدة بيانات كرة القدم.إي يو (الإنجليزية)
- أدريانو بيريرا دا سيلفا على موقع ليكيب (الفرنسية)
- أدريانو بيريرا دا سيلفا على موقع Soccerway.com (الإنجليزية)
- أدريانو بيريرا دا سيلفا على موقع عالم كرة القدم.نت (الإنجليزية)
- أدريانو بيريرا دا سيلفا على موقع AS.com (الإسبانية)